# Нигяр Джамал
Нигяр Джамал (на азербайджански: Nigar Camal) е азербайджанска певица. Изпълнява в жанровете съвременен R&B, соул и поп.
Нигяр е родена на 7 септември 1980 г. в Баку, столицата на тогавашната Азербайджанска ССР. През 1997 г. влиза в Хазарския университет и през 2011 г. завършва икономика и мениджмънт. От 2005 г. живее в Лондон, Великобритания. Омъжена е и има 2 дъщери.
През 2011 г. Джамал печели националната селекция в Азербайджан за конкурса на Евровизия заедно с Елдар Гасъмов. Двамата формират дуото „Елдар и Нигяр“ (по-известно като „Ел и Ники“) и представят песента Running Scared („Бягам, уплашен съм“) на Евровизия 2011 в Дюселдорф, Германия, където се класират на първо място с 221 точки.